# Ясенковское сельское поселение
Ясенковское сельское поселение — муниципальное образование Бобровского района Воронежской области России.
Административный центр — посёлок Ясенки.

## Население
| 2000  | 2005  | 2010  | 2012  | 2013  | 2014  | 2015  | 2016  | 2017  |
| ----- | ----- | ----- | ----- | ----- | ----- | ----- | ----- | ----- |
| 2447  | ↘2319 | ↘2164 | ↘2113 | ↘2069 | ↘2059 | ↗2139 | ↗2176 | ↘2103 |
| 2018  | 2019  | 2020  | 2021  |       |       |       |       |       |
| ↘2093 | ↘2075 | ↘2026 | ↗2107 |       |       |       |       |       |

## Административное деление
Состав поселения:
- посёлок Ясенки,
- посёлок Копаня,
- посёлок Неждановка,
- посёлок Петрово-Борковский.